# Snowball (drink)
Snowball eller Snow ball är en drink som innehåller lika delar vodka och ägglikören Advocaat samt fruktsoda och normalt serveras i ett highball-glas.